# Романија (албум)
Романија је седамнаести студијски албум Халида Бешлића. Издат је 2013. године. Издавачка кућа је Хајат продукција.

## Песме
1. Романија
2. Сиједе
3. Севдах да се догоди
4. Лаванда
5. Свиће зора
6. Просуле се године
7. Кад пукне срцу нит
8. Мирише бол
9. Кад си дисала за мене
10. Кад заигра срце од мерака
11. Штиклом о камен